# Key West Butterfly and Nature Conservatory

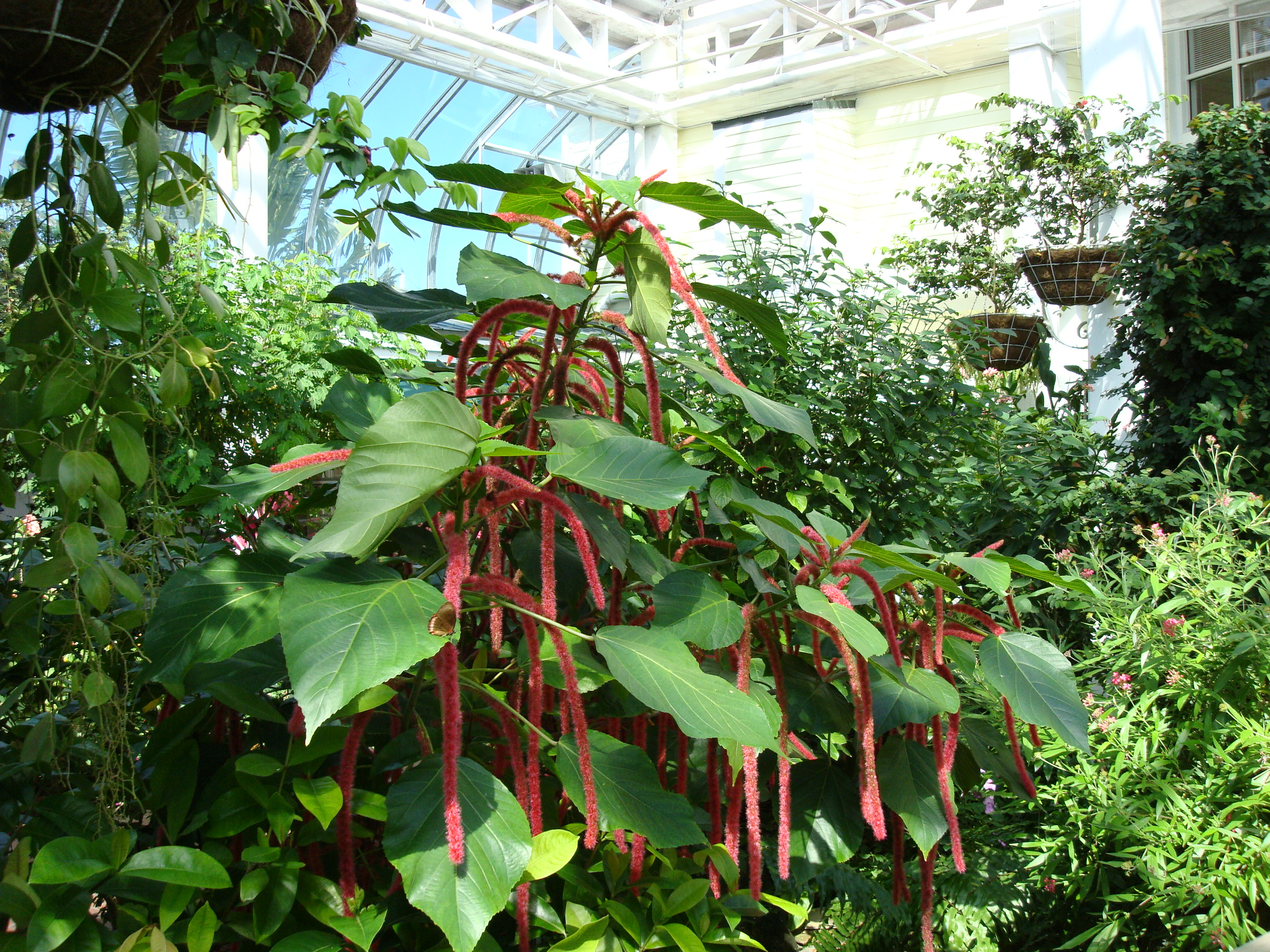
Im Inneren des Key West Butterfly and Nature Conservatory. (2008)

Das Key West Butterfly and Nature Conservatory ist ein Schmetterlingszoo in der Duval Street in Key West im US-Bundesstaat Florida.
Insgesamt leben hier Schmetterlinge von 50 bis 60 verschiedenen Arten in einem klimakontrollierten Glashaus mit konstanten Temperaturen und einer notwendigen hohen Luftfeuchtigkeit. Des Weiteren verfügt es über zahlreiche tropische Pflanzen, Wasserfälle, Bäume und diverse andere Kleinstlebewesen. Auch leben hier über 20 schmetterlingsfreundliche Vogelarten, wie zum Beispiel verschiedene Arten von Kanarienvögeln, Zebrafinken oder diverse Wachtelarten und Flamingos, aber auch Fische und Reptilien wie Schildkröten. 
Das Key West Butterfly and Nature Conservatory beherbergt zudem ein Lernzentrum, in dem die Besucher eine Vielzahl verschiedener Raupen aus der Nähe betrachten können. Zentral gelegen befindet sich inmitten des Glashauses auch ein weißer Pavillon mit Sitzgelegenheit. In der eigenen Galerie mit dem Namen Wings of Imagination befinden sich diverse Werke des lokalen Künstlers Sam Trophia, der 2003 das Conservatory und die Trophia Butterfly Foundation mit ihrem Trophia Butterfly Foundation Garden zusammen mit George Fernandez gegründet hat.

## Bilder aus dem Key West Butterfly and Nature Conservatory

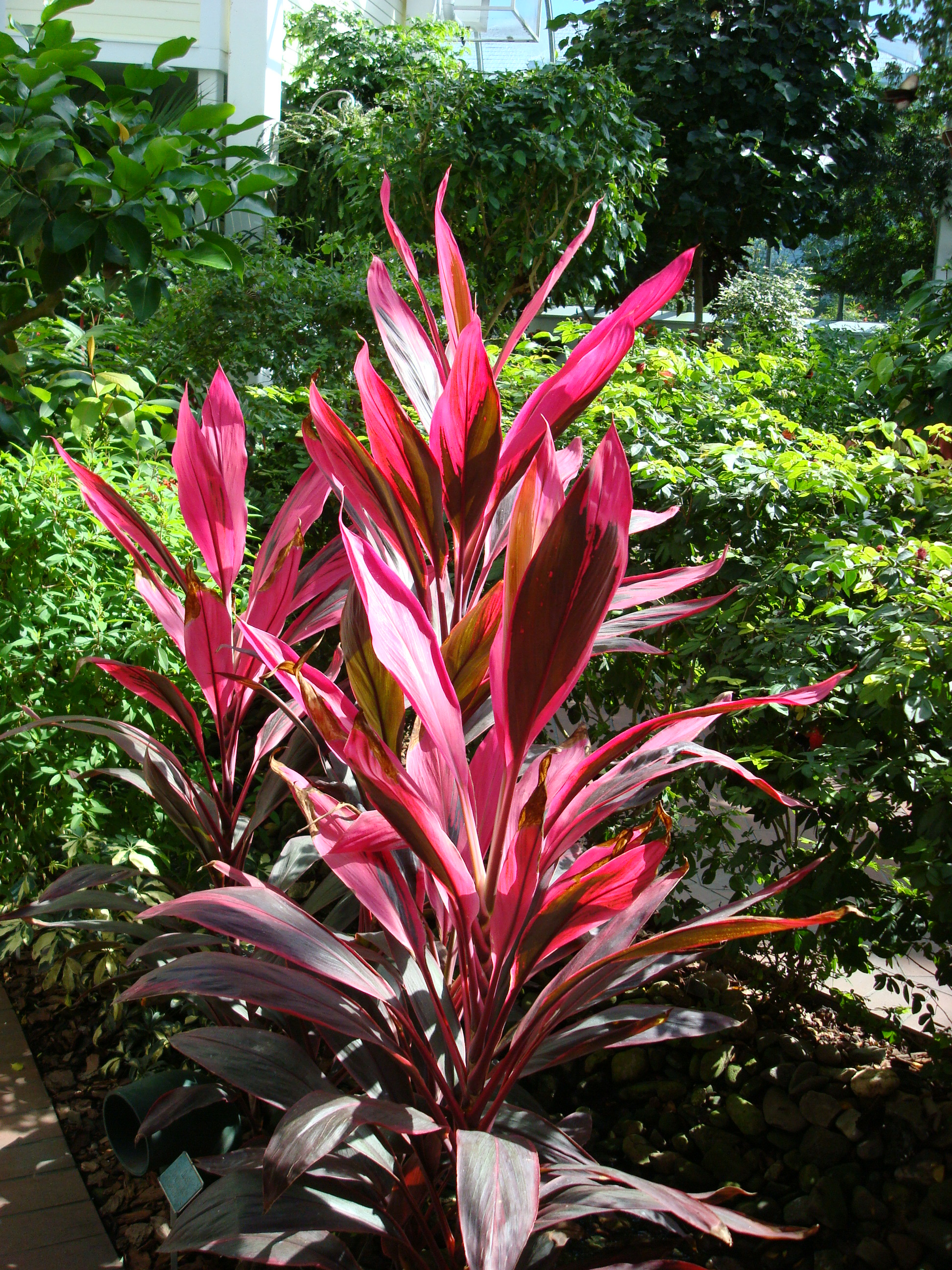
Diverse…
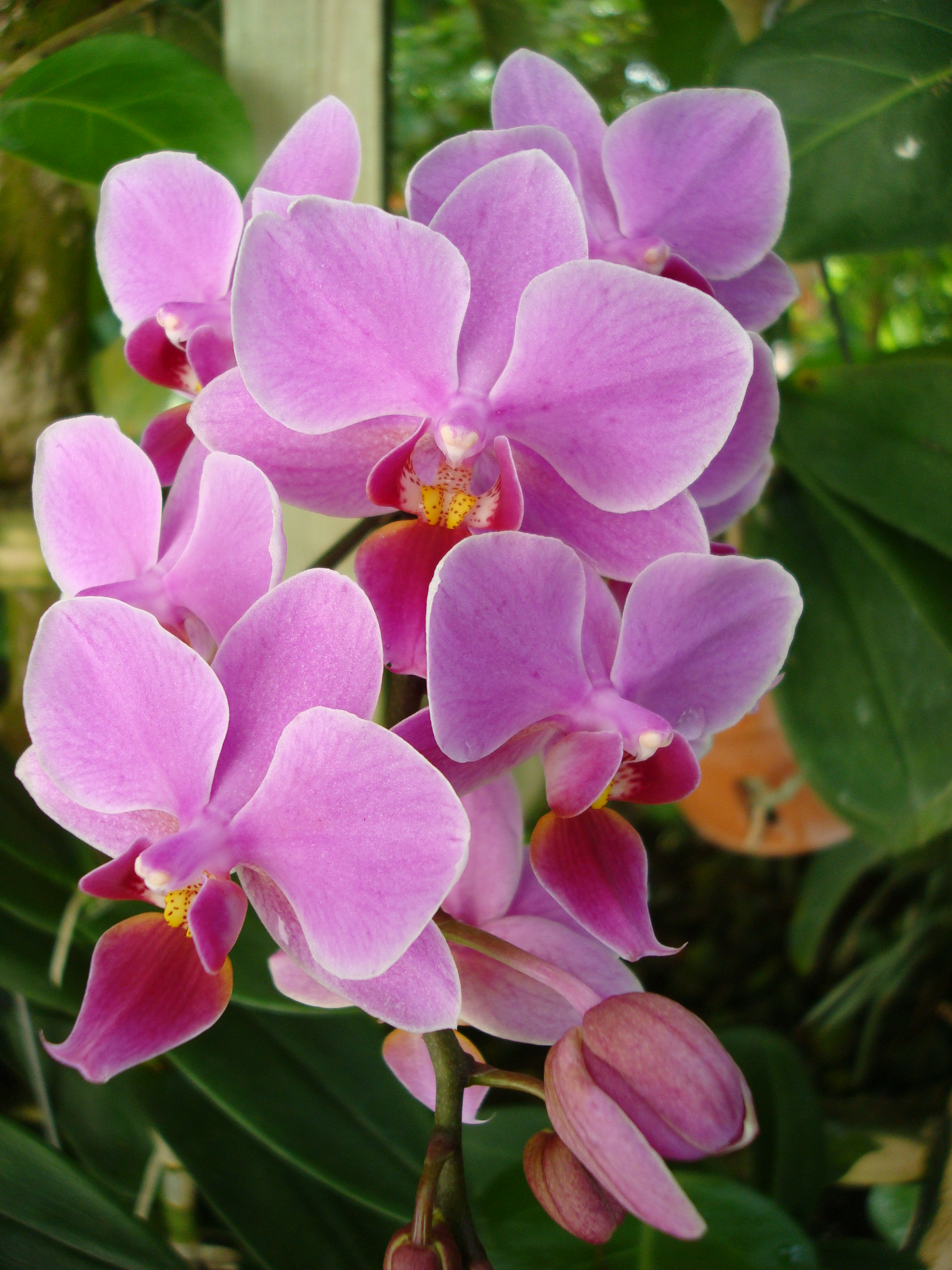
…Pflanzen…
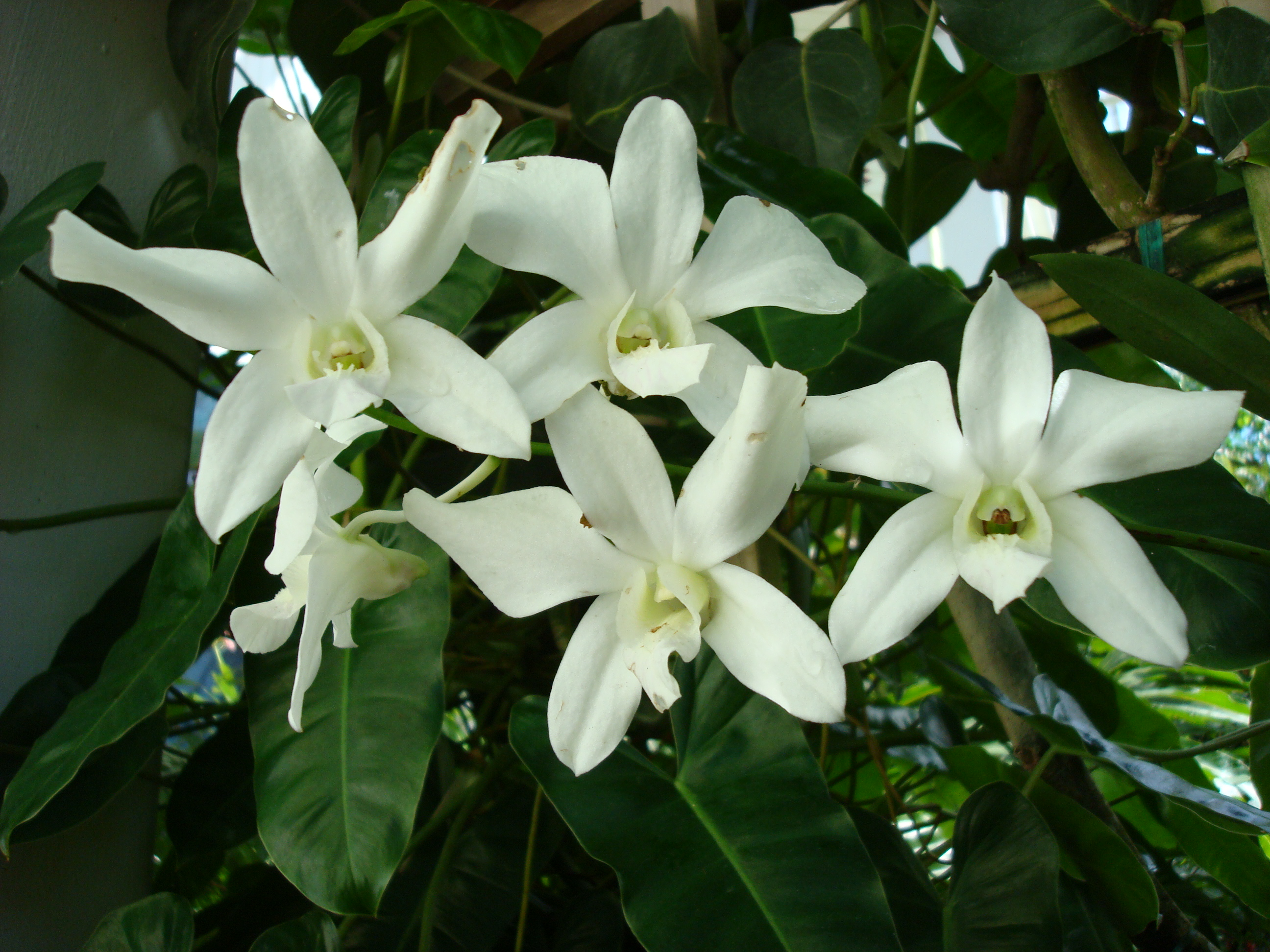
…und…
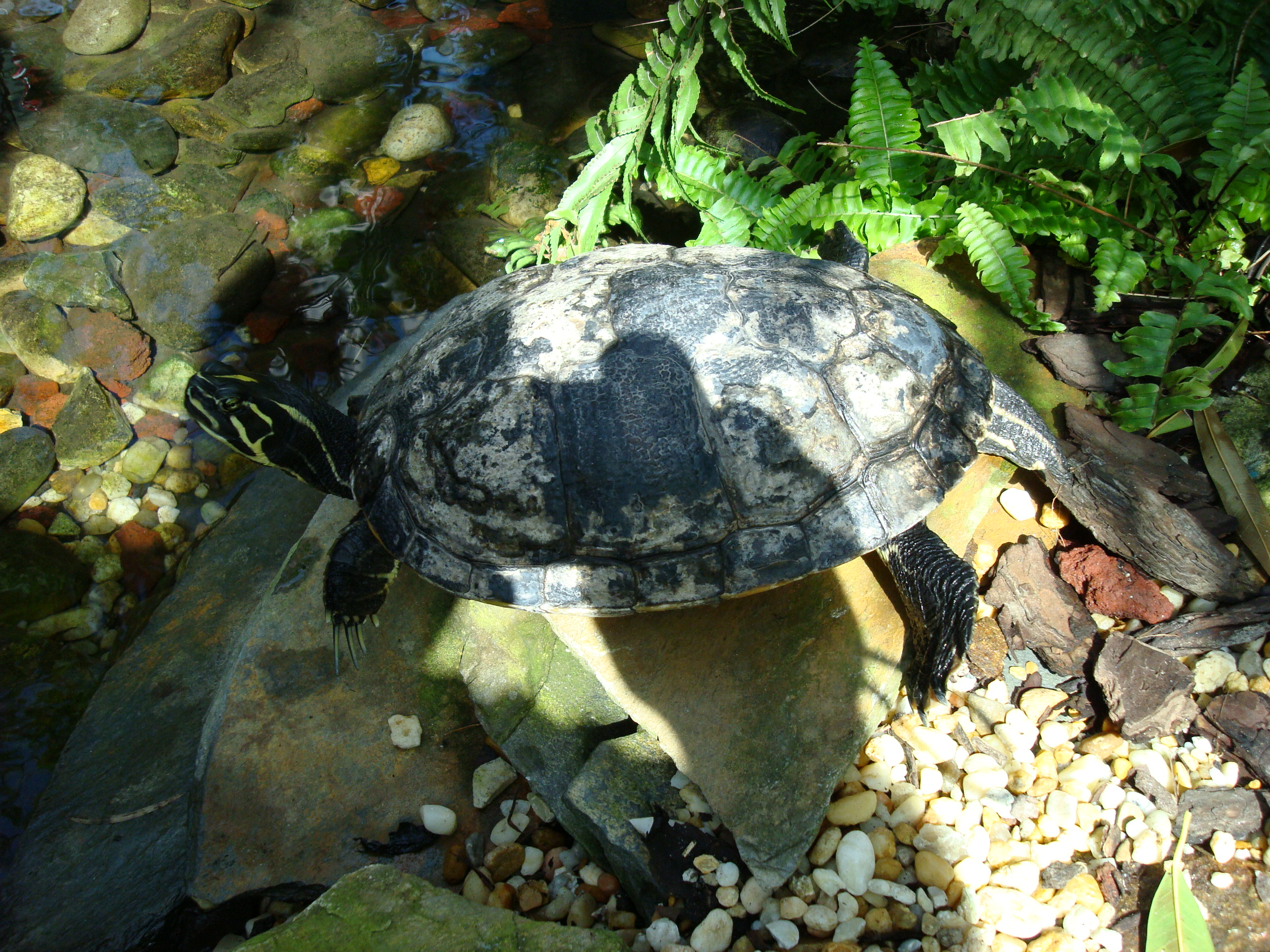
…Tiere…
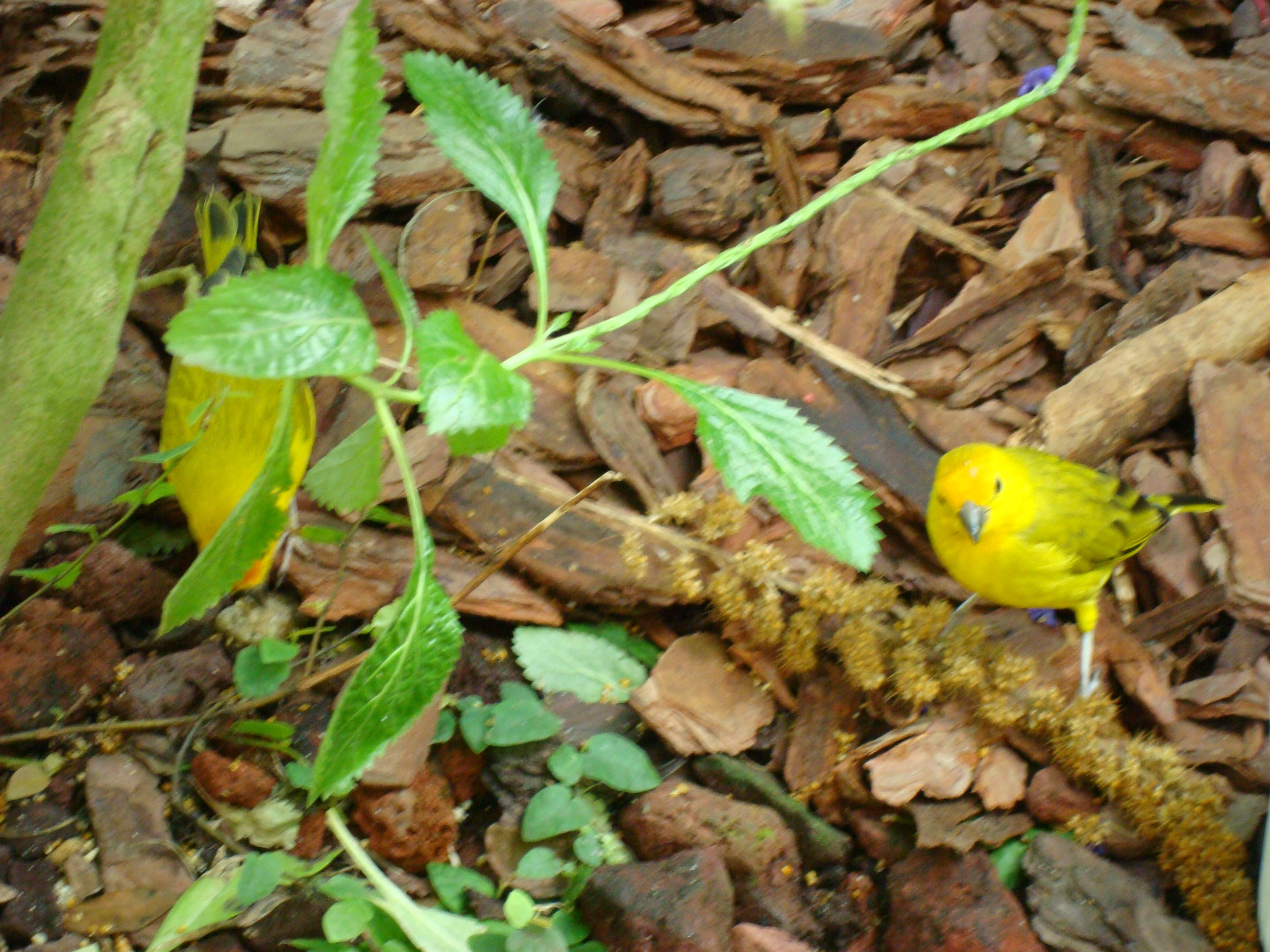
…im Key West Butterfly and Nature Conservatory.

### Schmetterlinge

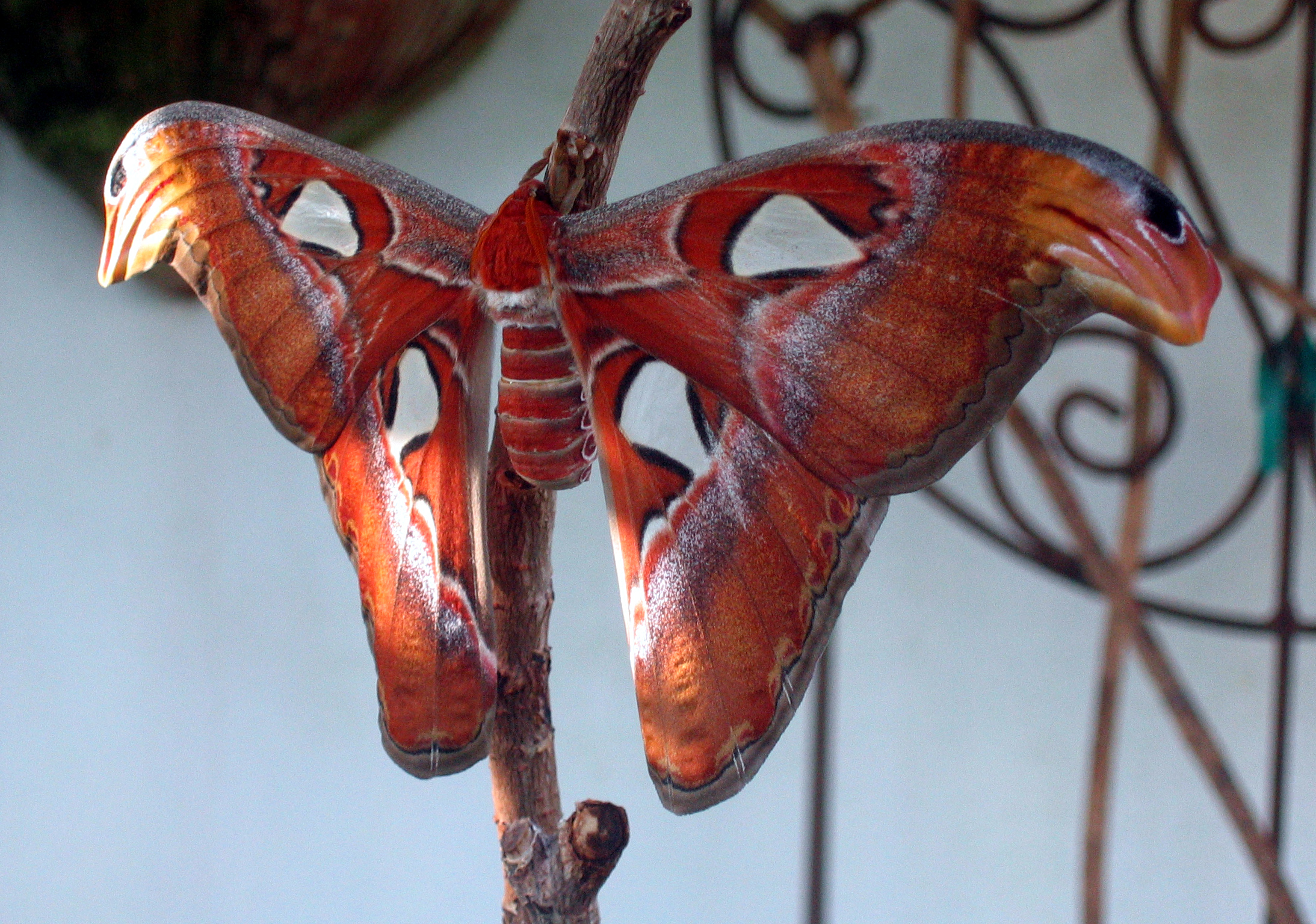
Atlasspinner (2006)
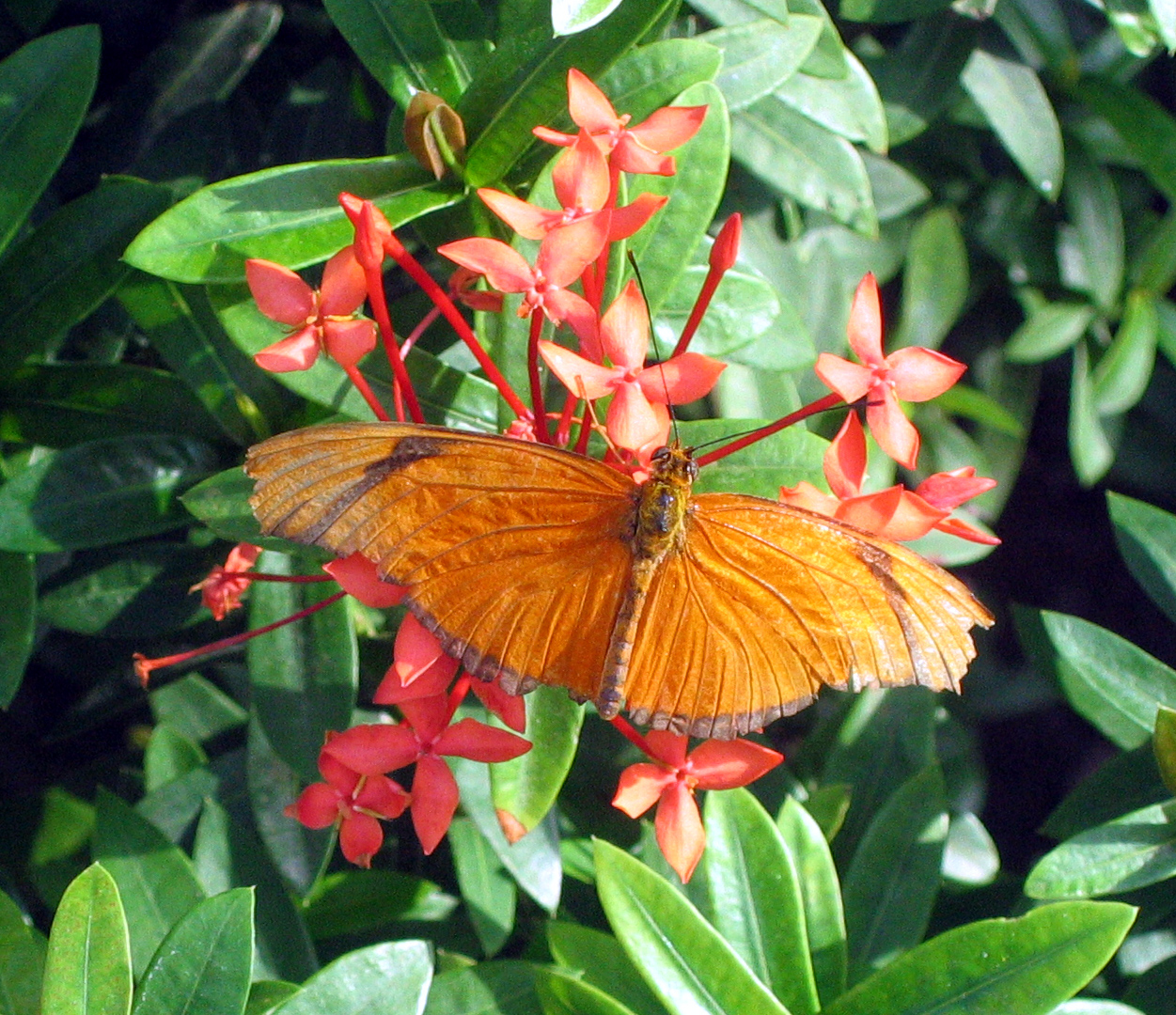
Dryas iulia (2006)
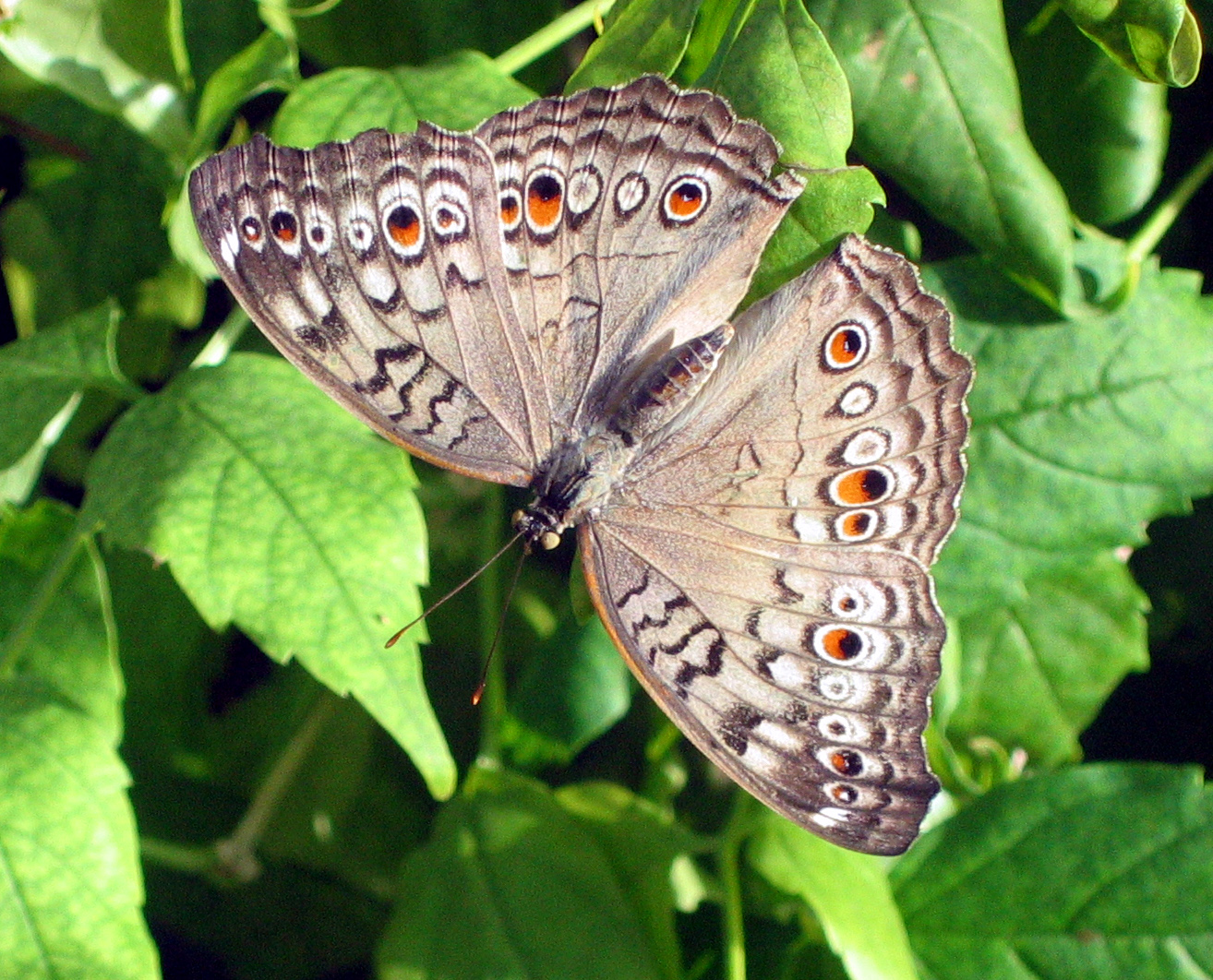
Junonia atlites (2006)